# Grönadal
Grönadal var före 2015 en av SCB avgränsad och namnsatt småort i Nättraby socken i Karlskrona kommun i Blekinge län. Småorten upphörde 2015 när området växte samman med bebyggelsen i Skavkulla och Skillingenäs.